# Transfăgărășan
A Transfăgărășan (trans + Făgăraş) ou DN7C é uma estrada de montanha que atravessa o sul da cordilheira dos Cárpatos da Roménia. Pertence à rede rodoviária principal da Roménia e é a segunda maior estrada pavimentada no país após a Transalpina. Começa perto da aldeia de Bascov, perto de Pitești, e estende-se por 90 quilômetros (56 mi) em direção ao cruzamento entre a DN1 e Sibiu, entre os picos mais altos do país, Moldoveanu e Negoiu. A estrada, construída no início da década de 1970 como uma estrada militar estratégica, liga as regiões históricas de regiões da Transilvânia e da Valáquia.

## História
A Transfăgărășan foi construída entre 1970 e 1974, durante o governo de Nicolae Ceauşescu como uma resposta à invasão da Tchecoslováquia pela União Soviética em 1968. Ceauşescu queria garantir o rápido acesso militar através das montanhas em caso de uma invasão Soviética. Naquela altura, a Roménia já tinha várias passagens estratégicas de montanha, atravessando o Sul dos Cárpatos, herdadas da pré-época comunista (DN1 e DN67C) ou construídas durante os primeiros anos do regime Comunista (DN66). Estas passagens, no entanto, localizavam-se, principalmente, através de vales do rio, e seria fácil para os Soviéticos bloquearem-nas e atacarem. Ceauşescu, portanto, ordenou a construção de uma estrada que cortasse as Montanhas Făgăraş, que dividem a região noroeste e sul da Roménia.

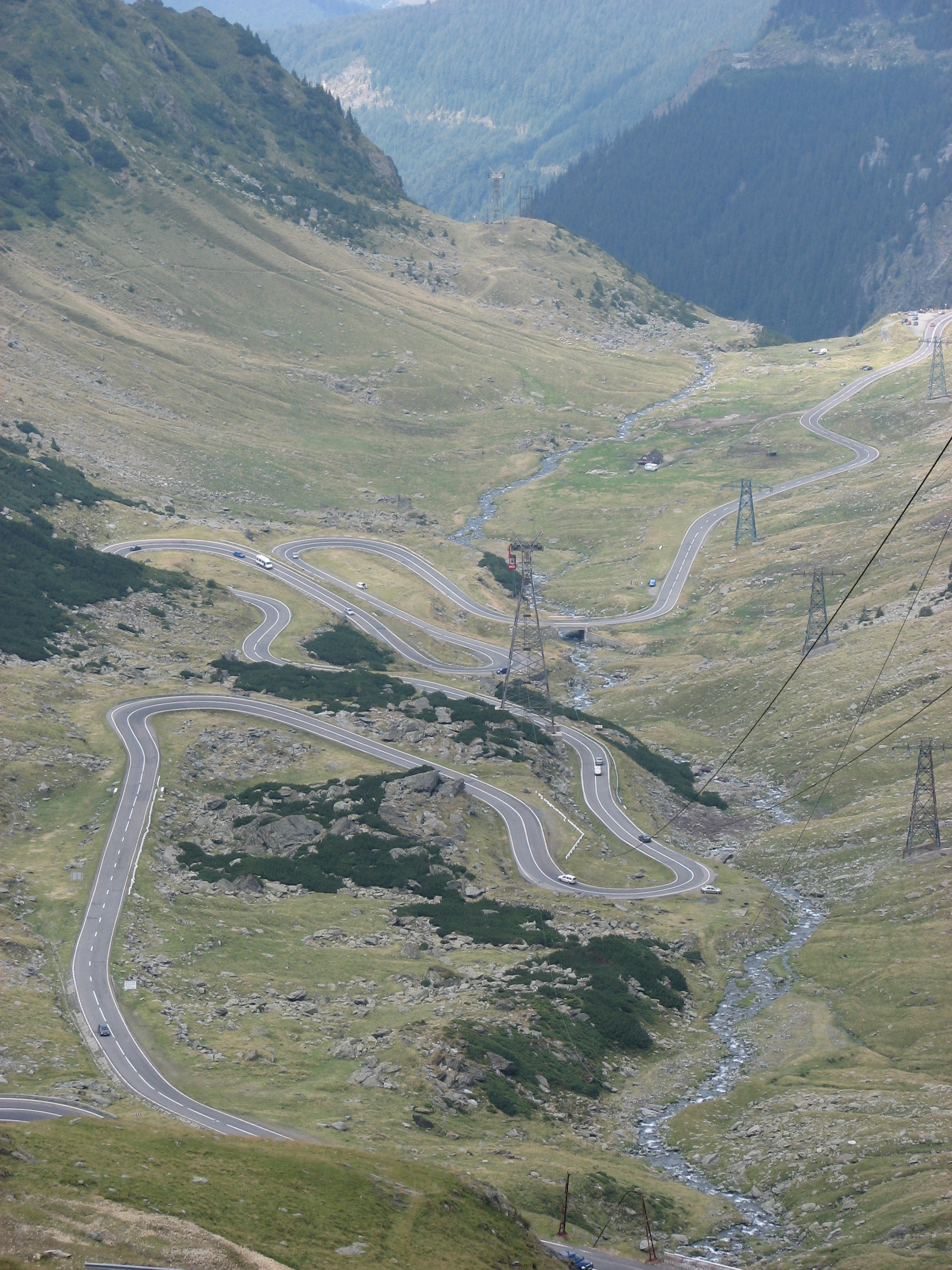
Secção inferior da estrada

Construída principalmente por forças militares, a estrada teve um elevado custo financeiro e humano. Os trabalhos foram realizados num clima alpino, a uma altitude de 2 000 metros (6 600 pé), usando cerca de 6 milhões de quilogramas de dinamite, e empregando militares jovens que não tinham formação. Muitos trabalhadores morreram; registos oficiais indicam que apenas 40 soldados perderam suas vidas, mas estimativas não oficiais pelos trabalhadores colocam o número em centenas.
A estrada foi inaugurada oficialmente a 20 de setembro de 1974, apesar de os trabalhos, especialmente de pavimentação do leito da estrada, terem continuado até 1980.

## Percurso
A estrada sobe a uma altitude de 2 042 metros (6 700 pé), o que a torna a segunda mais alta passagem de montanha na Roménia após a Transalpina. É uma estrada sinuosa, pontilhadas com curvas íngremes e fechadas, longas curvas-S e descidas. É uma atração e um desafio para os caminhantes, ciclistas, condutores e entusiastas da motocicleta. Devido à topografia, a velocidade média é em torno de 40 km/h (25 mph). A estrada também dá acesso a Bâlea Lago e Bâlea Cachoeira.
A estrada está geralmente fechada a partir do final de outubro até o final de junho por causa da neve. Dependendo do tempo, poderá permanecer aberta até mais tarde (novembro), ou pode fechar mesmo no verão; sinais na cidade de Curtea de Argeș e na aldeia de Cartisoara fornecen informações.
O Transfăgărășan tem mais túneis (de um total de 5) e mais viadutos do que qualquer outra estrada, na Roménia. Junto ao ponto mais alto, no Lago Bâlea, a estrada passa pelo Túnel Bâlea, o maior túnel rodoviário na Roménia, com 884 m (2 900 pé).
Ao longo da parte sul da estrada, perto da aldeia de Arefu, está o Castelo Poenari. O castelo era a residência de Vlad, o Empalador, a inspiração do Conde Drácula de Bram Stoker.
A parte norte é usada para competições anuais de ciclismo, incluindo o Tour da Roménia, e a secção de 22 km (14 mi) do Lago Bâlea tem sido usada desde 2011 para o Passeio de Bicicleta de Sibiu. Essas secções são considerados como tendo uma dificuldade semelhante às categoriais especiais na Tour de France.

## Referências culturais

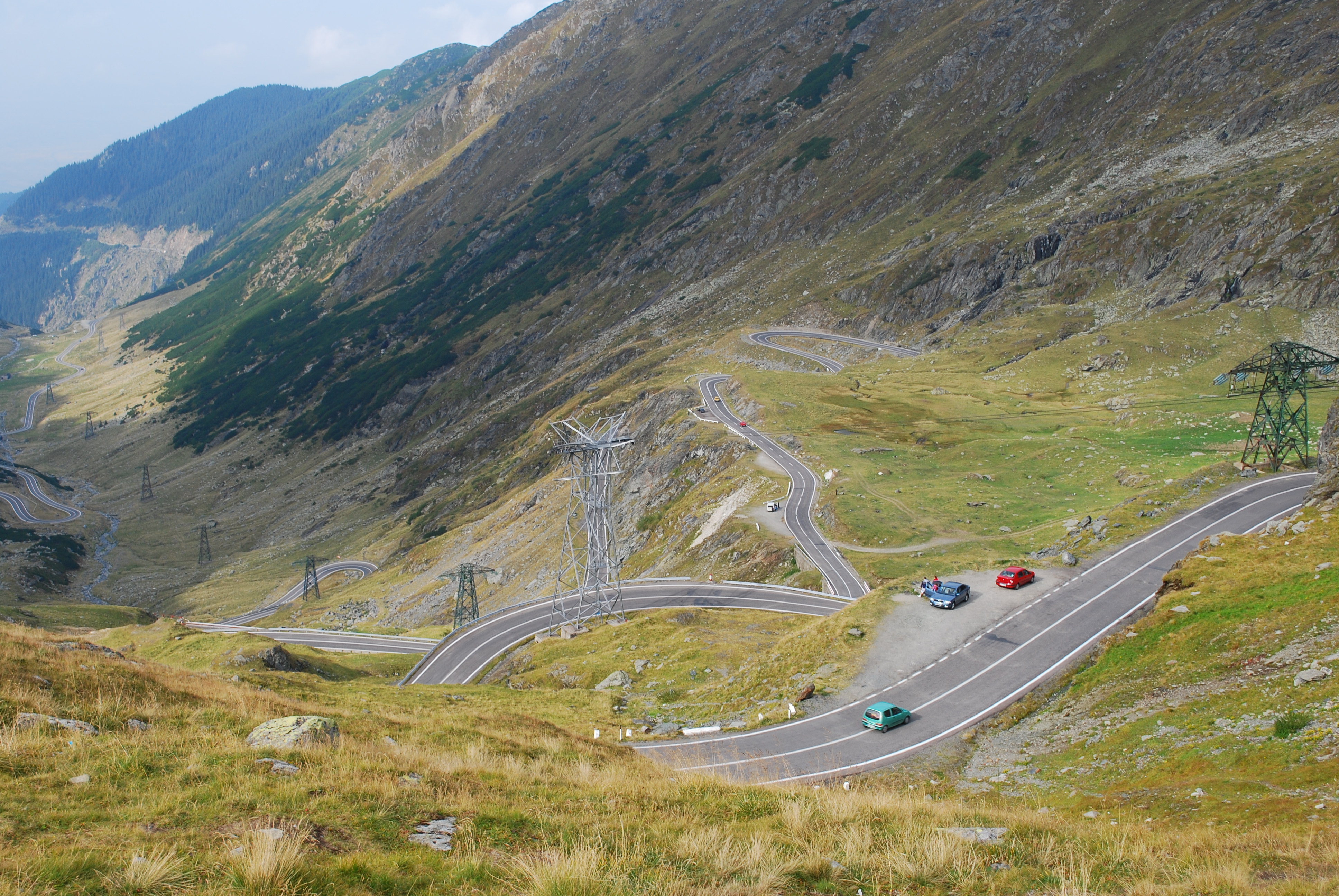
Vista da estrada de Transfăgărăşan do Lago Bâlea em direção à encosta norte.

## Galeria

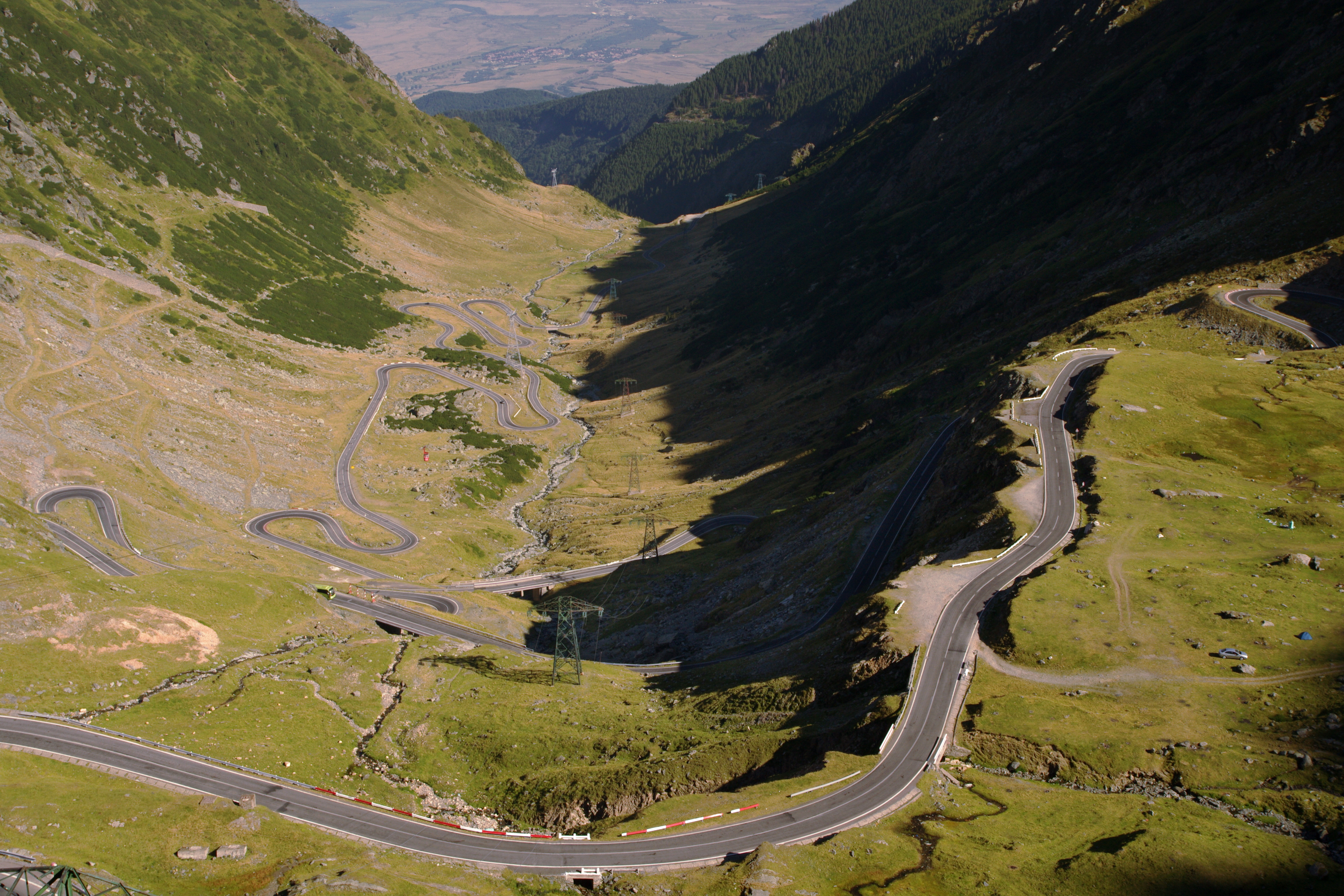
A parte norte da estrada, visto a partir da passagem
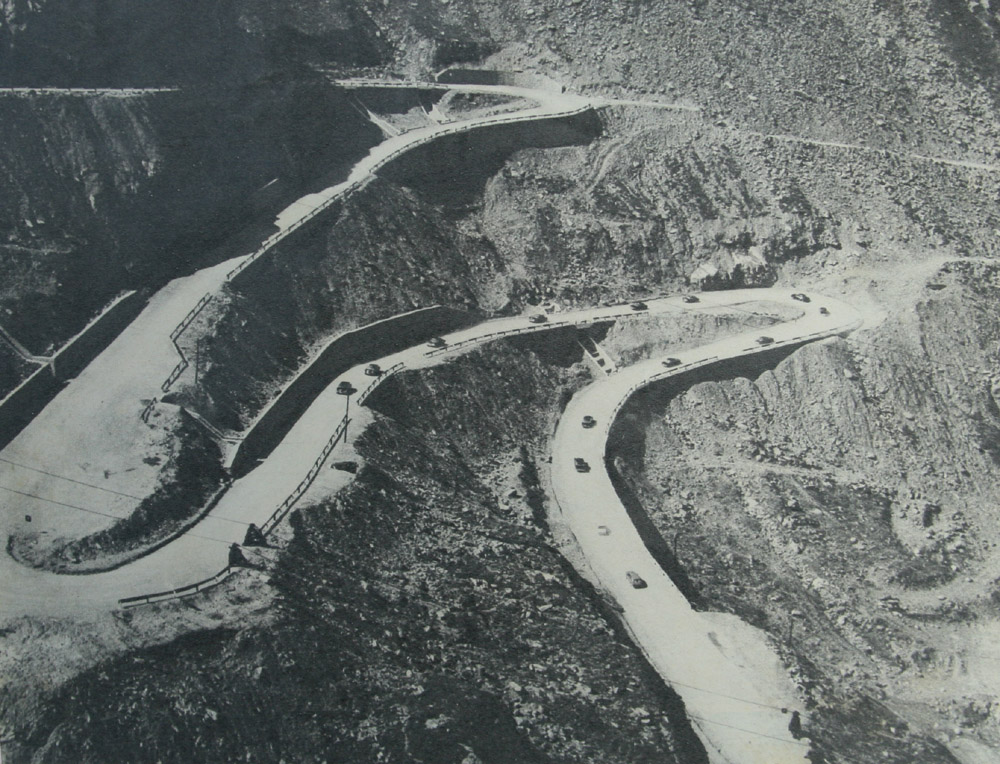
Transfăgărășan em 1974
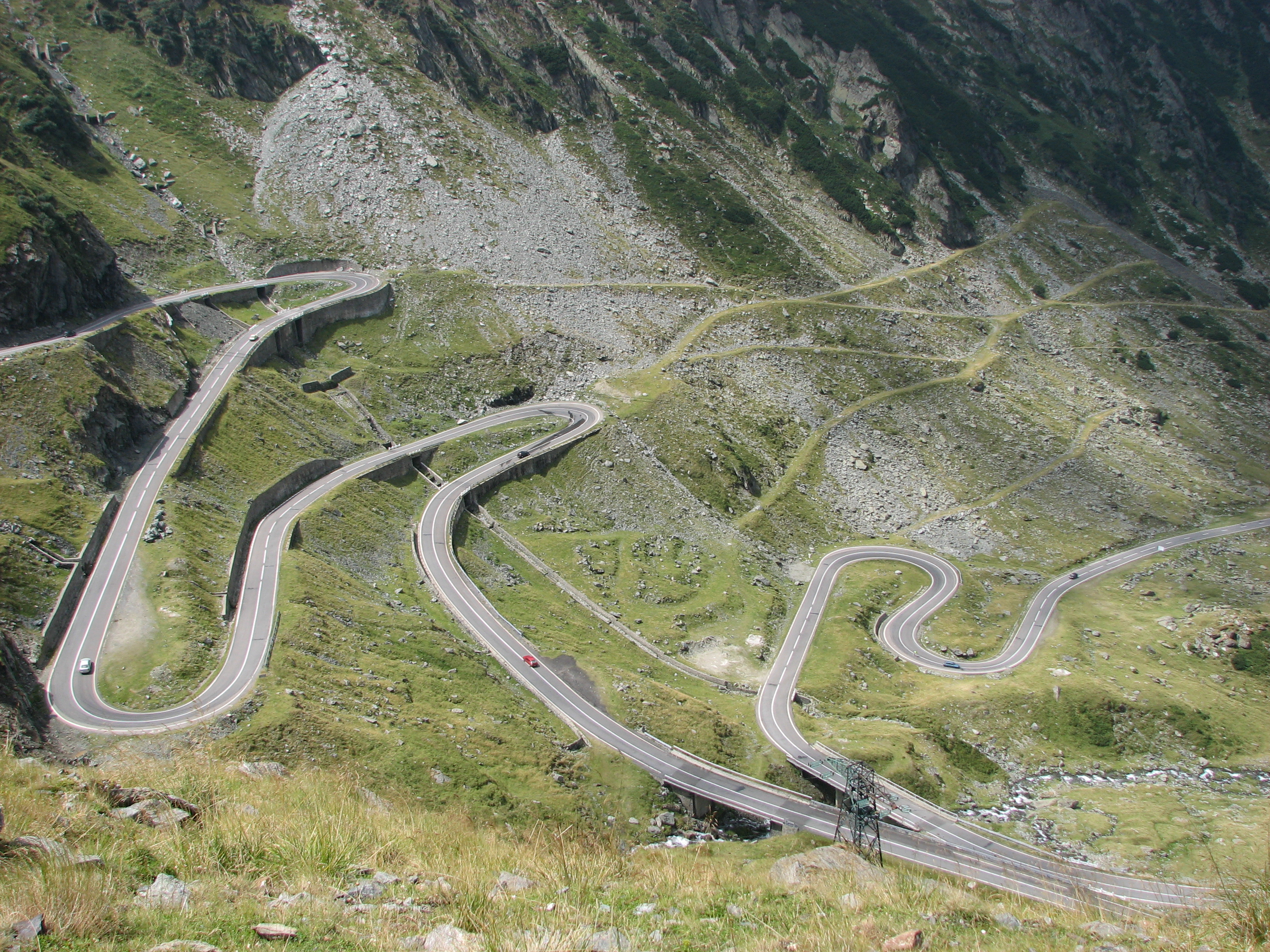
Da mesma seção da estrada em 2007
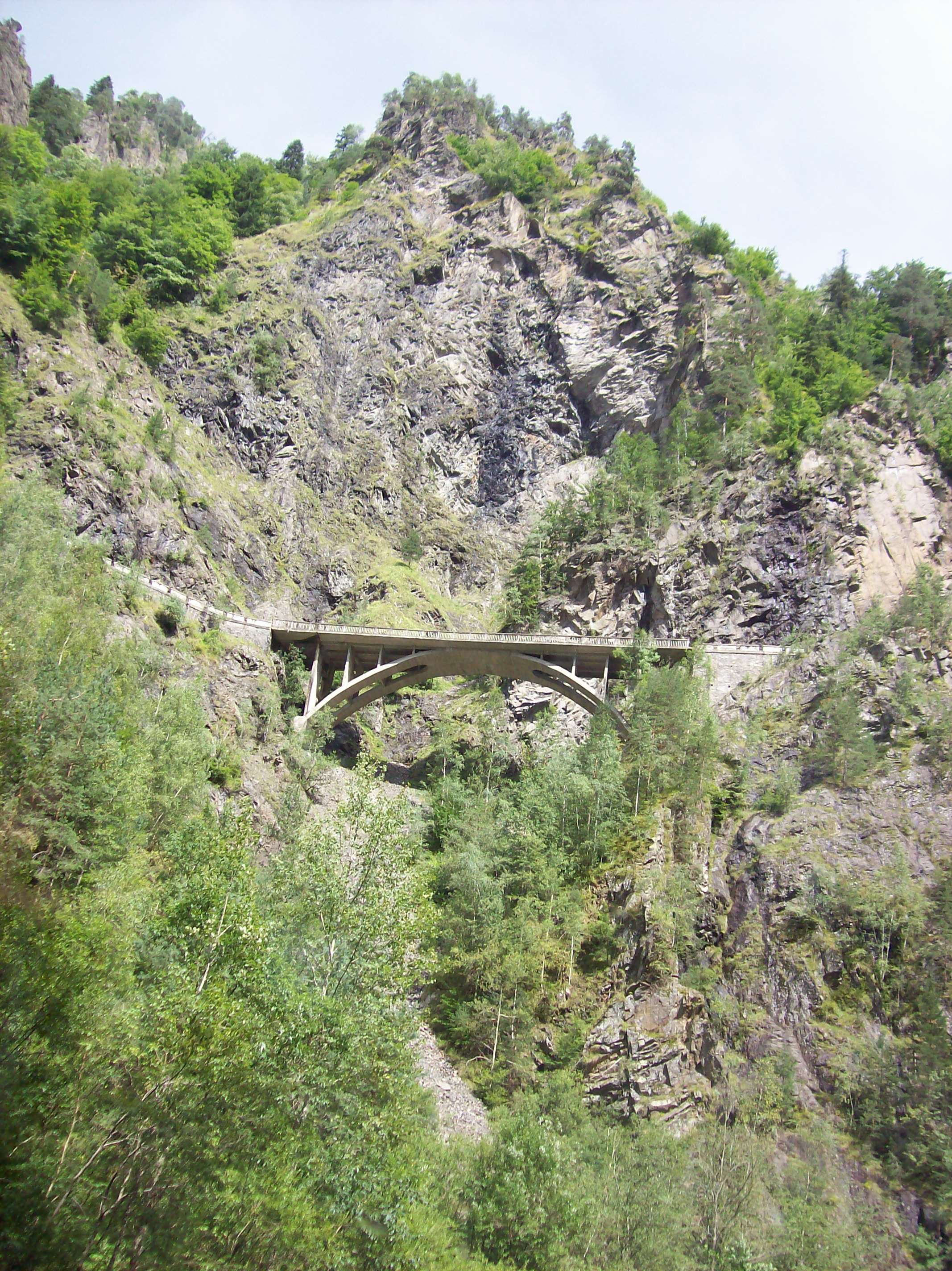
Viaduto
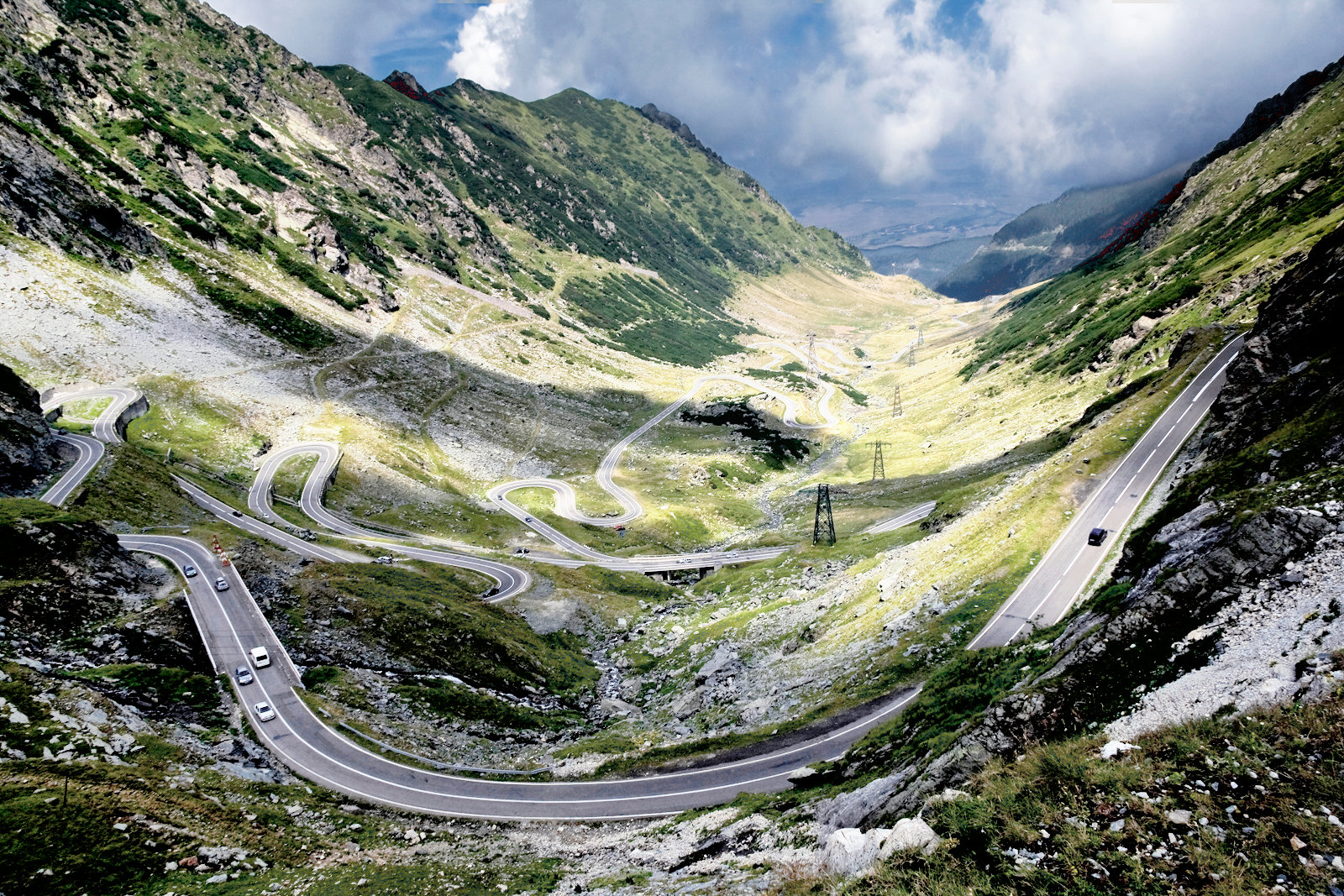
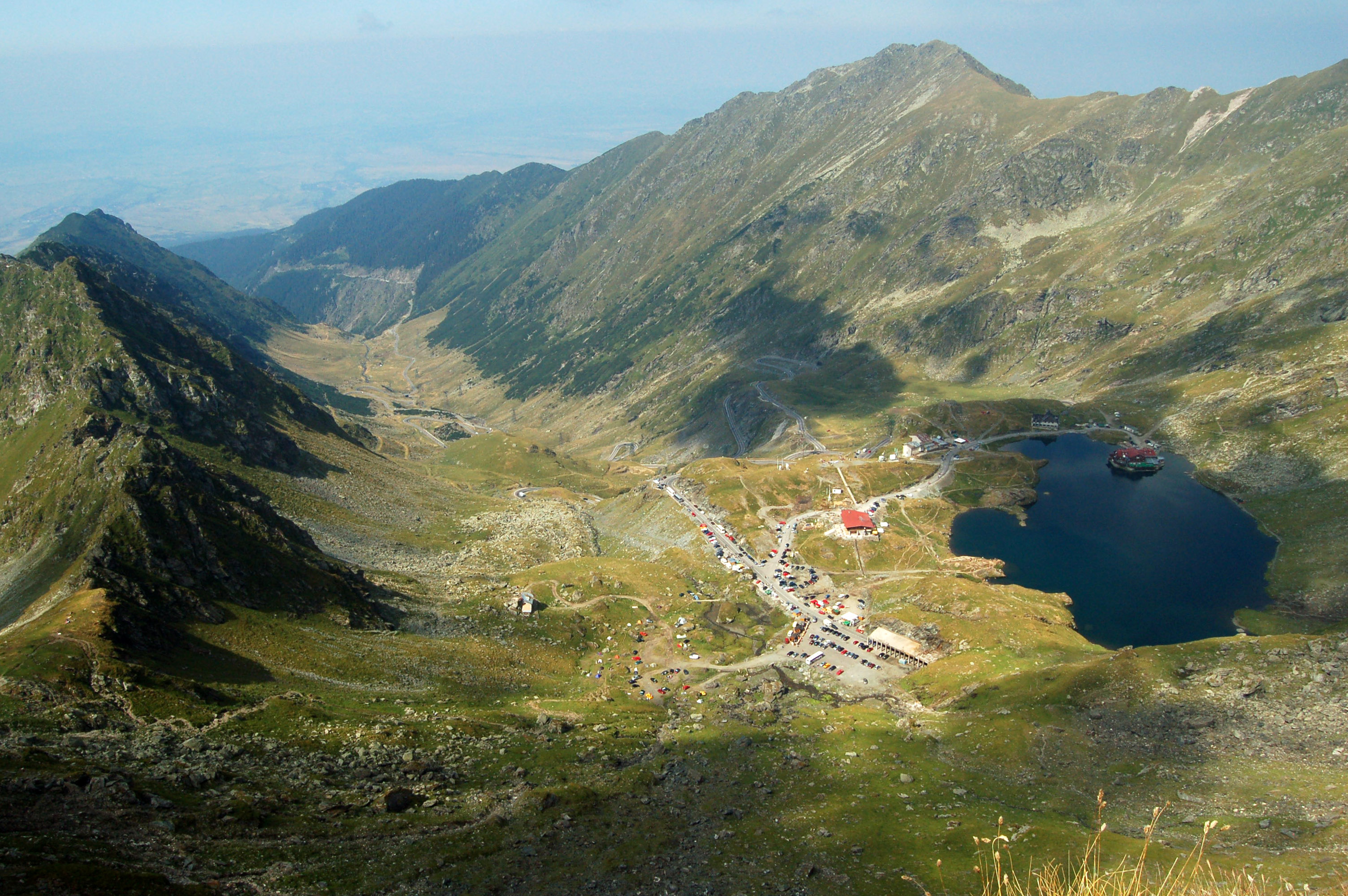
Vista aérea do Transfăgărăşan e Bâlea Lago
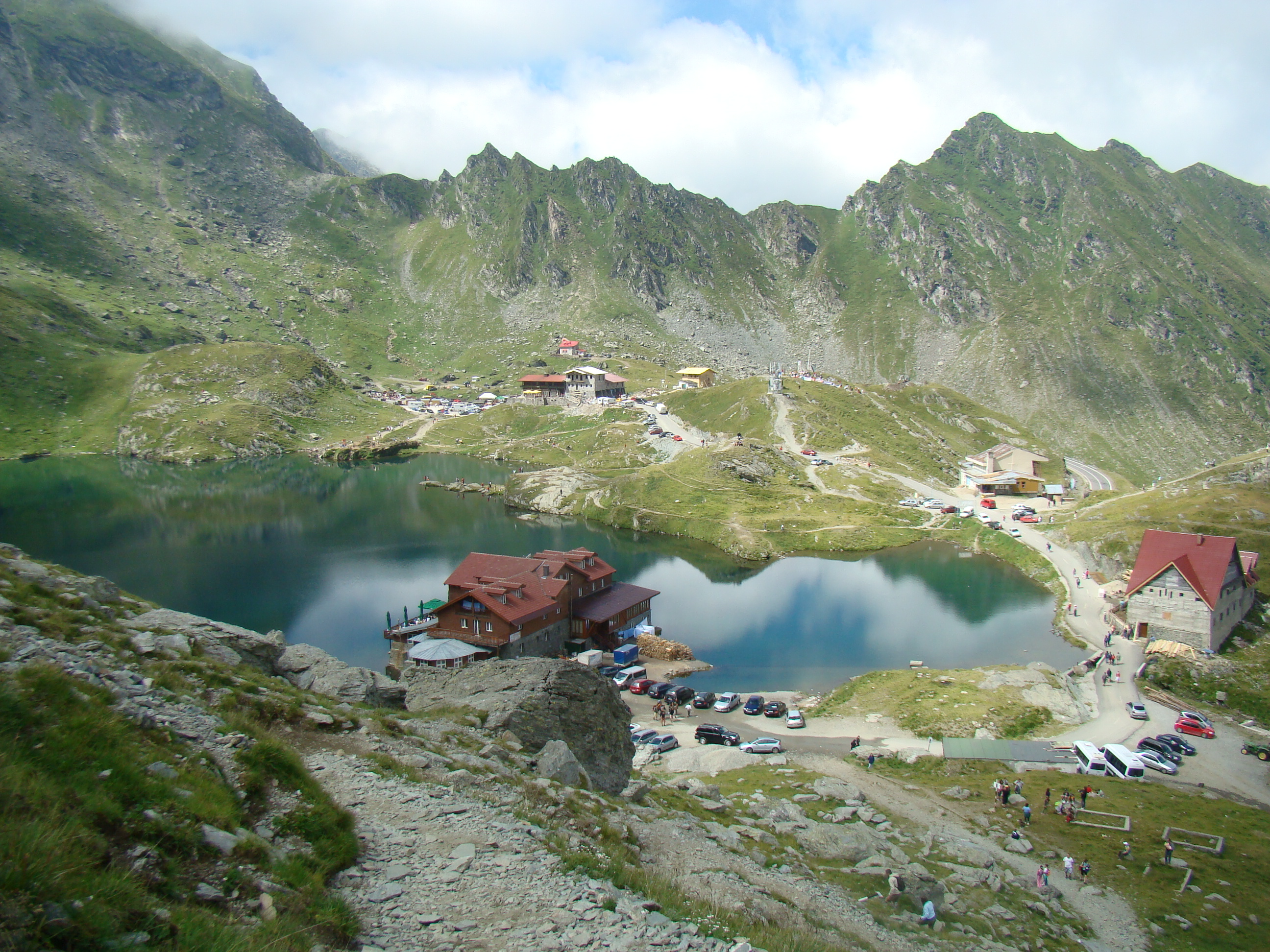
Bâlea Lago